# Margie Gillis

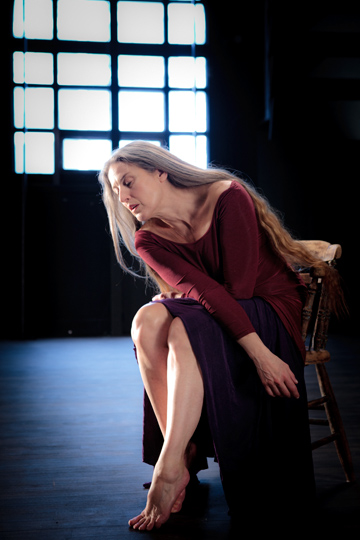
Margie Gillis im Kurzfilm Source, 2011

Margie Gillis (* 9. Juli 1953 in Montreal) ist eine kanadische zeitgenössische Tänzerin und Choreografin. Sie gilt als Protagonistin und Botschafterin des kanadischen modernen Tanzes, den sie in zahlreichen internationalen Auftritten präsentierte. 1979 führte sie westlichen modernen Tanz in China ein und war damit die erste ausländische Künstlerin und Lehrerin der Tanzkunst nach der Kulturrevolution. Hauptsächlich trat sie als Solotänzerin auf, schuf dafür mehr als 100 Choreografien, tanzte aber auch zu Stücken anderer Choreografinnen und gemeinsam mit verschiedenen Ballettkompanien. Sie wurde mit dem Offiziersrang des Order of Canada ausgezeichnet.

## Biografie
Margie Gillis ist die Tochter der beiden olympischen Skiläufer Gene Gillis und Rhona Wurtele. Ihr Bruder Jere Gillis war professioneller Hockeyspieler. Der zweite Bruder Christopher Gillis war ein professioneller Tänzer, der seit der gemeinsamen Kindheit mit ihr tanzte und in zahlreichen Vorstellungen mit ihr auftrat. Im Alter von drei Jahren begann sie mit Ballett- und Gymnastikunterricht. Als Jugendliche übte sie auf eigene Faust. Später lernte sie in Kursen bei May O’Donnell, Linda Rabin, Lynda Raino und Allan Wayne.
Im Alter von acht Jahren erlitt sie einen traumatischen Zusammenbruch, verbunden mit dem Ausfall ihres Haars. Es dauerte fünf Jahre, bis sie sich von dieser traumatischen Erkrankung erholte. Als ihr Haar mit 13 Jahren wieder zu wachsen begann, schwor sie sich, es nie wieder schneiden zu lassen. Ihr langes bis über die Hüfte reichendes Haar wurde ihr Markenzeichen. Sie nutzte es intensiv in ihren Tänzen zur Fortsetzung und Erweiterung der Bewegungen ihres Körpers. Ein Beispiel ist ihre Interpretation der Choreografie Chalice, 2011, von Adam Barruch zu Johann Sebastian Bachs Arie Erbarme Dich aus der Matthäuspassion.
1975 hatte sie ihren ersten öffentlichen Auftritt mit der Gruppe Montréal’s Shango. 1977 trat sie beim alternativen Tanzfestival Choréochanges mit Déesse blanche von Linda Rabin auf die Bühne. Mit dem Stück ging sie später auf Tournee durch die alternative Tanzszene Kanadas. Ihr Auftritt im selben Jahr bei der Konferenz Dance in Canada in Winnipeg mit ihrem Stück Mercy sei einer der bedeutendsten Momente in der Geschichte des kanadischen Tanzes gewesen, schrieb Linde Howe-beck in der Canadian Encyclopedia. Bemerkenswert sei Margie Gillis’ raue physische Präsenz und die Bewegungen ihres langen Haars und ihres Kleides. 1978 präsentierte sie ihre Performance Learning How to Die im Véhicule Art Centre in Montreal. Im selben Jahr schuf sie Waltzing Matilda.
Ihre Vorstellungen 1979 während ihrer Reise mit einer kanadischen Delegation in die maoistische Volksrepublik China stießen trotz der kulturellen Unterschiede auf starkes Interesse beim chinesischen Publikum. Hatte sie in Kanada pro Abend vor höchstens 350 Menschen getanzt, so füllten sich nun Säle mit 2.000 Personen. Ihr Erfolg wurde auch von kanadischen Delegations-Mitgliedern bemerkt. Deren Empfehlung förderte ihre weitere Karriere in Kanada.
1980 gründete sie die Margie Gillis Foundation, mit Stephanie Ballard als künstlerischer Beraterin. 1997 trat Daniel Jackson deren Nachfolge an. 1981 wurde sie zur Kultur-Botschafterin Kanadas ernannt, und 1989 Kultur-Botschafterin von Québec. 1991 tanzte sie bei der Feier zur Eröffnung der neuen kanadischen Botschaft in Tokio. Ende 1987 wurde sie für ihre herausragenden Leistungen als Solo-Künstlerin und Choreografin mit der Aufnahme in den Order of Canada geehrt. Sie war die erste zeitgenössische Tänzerin, der diese Ehrung zuteilwurde. 2001 erhielt sie ein Stipendium des Conseil des arts et des lettres du Québec zur Unterstützung ihres außergewöhnlichen Beitrags zur nationalen Kultur.
Abgesehen von den vielen Stücken für sich selbst choreografierte sie auch für viele Kolleginnen, Kollegen und Ensembles, beispielsweise für Bill Coleman, Laurence Lemieux und deren Ensemble, für die Bruce Wood Dance Company und die Alberta Ballet Company. Für den Cirque du Soleil schuf sie 2006 zwei Solos für die Produktion LOVE in Las Vegas. Beim Festival Montréal en lumière 2008 wurde die Première vom Choreografie M.Body.7 inszeniert. Gleichzeitig feierte sie mit diesem Stück für sieben Tänzerinnen von 11 bis 72 Jahren ihr 35-jähriges Bühnenjubiläum.
Zudem arbeitete sie an vielen Projekten mit, die von anderen Künstlerinnen und Künstlern initiiert wurden. Sie war an der Entstehung von Martha Clarkes Nocturne (1984) und Vers la flamme (1999) beteiligt, in denen sie die Hauptrollen tanzte. Ihr jüngstes Werk mit der Paul Taylor Dance Company, Rewilding, wurde 2019 uraufgeführt. Mit Les Grands Ballets Canadiens de Montréal tanzte sie die Rolle der Miss Lucy in Dracula von James Kudelka. Sie war Gastkünstlerin beim National Ballet of Canada, dem Ballet BC in Vancouver und bei amerikanischen Kompanien wie Momix. Sie arbeitete unter anderem zusammen mit John Butler, Paul-André Fortier, Pauline Koner, Peggy Baker, Robbie LaFosse, Joao Mauricio, Tedd Robinson, Rina Schenfeld, Paola Styron, Rex Harrington, Risa Steinberg, und Emily Molnar. Sie teilte die Bühne mit der Sopranistin Suzie Leblanc und tourte 2009 für Sacred Ellington mit der Opernsängerin Jessye Norman.
Margie Gillis trat in mehreren Kino- und Fernsehfilmen auf, unter anderem 1996 in Wild Hearts in Strange Times von Veronica Tennant. Neben ihr tritt auch Jessye Norman in dem Film auf. Sie gewann damit 1998 den Gemini Award für die beste Bühnenkünstlerin im Kinofilm.  Sie choreografierte für John Turturros Film Romance and Cigarettes von 2005 und tanzte in der physisch extrem herausfordernden Choreografie José Navas’ Film Adela, mi amor gemeinsam mit vier anderen Tänzerinnen, die rund zehn Jahre jünger waren als sie. 2020 choreografierte und tanzte sie Une solitude partagée anlässlich Festival des Arts in Saint-Saveur, das aufgrund der Corona-Pandemie in virtueller Form stattfand.
2006 wurde sie in den Verwaltungsrat der Place des Arts in Montreal berufen. 2008 gewann sie den mit 50.000 C$ dotierten Walter-Carsen-Preis für darstellende Kunst. 2011 wurde sie mit dem Preis des kanadischen Generalgouverneurs für ihr Lebenswerk geehrt. 2013 wurde sie in den Offiziersstand des Order of Canada erhoben.

## Ziele und Stil
Margie Gillis nannte als ihre Maxime „von innen nach außen zu tanzen“. Sie konkretisierte:

“Each [dance] is created in its own unique manner, following the psychology of the subject to its architectural crystallization. These dances are created to support the soul’s visibility. [They reflect] my soul’s desire to touch.”

„Jeder Tanz ist auf eigene, einzigartige Art geschaffen, der Psychologie des Individuums bis zu seiner strukturellen Herausbildung folgend. Diese Tänze sind geschaffen, um die Sichtbarkeit der Seele zu fördern. Sie spiegeln den Wunsch meiner Seele nach Berührung wieder.“

Ihren Stil beschreibt sie als „eher dionysisch als apollinisch, eher pagan als klassisch“. Sie trat zwar als Gast mit einigen Kompanien auf, trat aber nie als festes Mitglied in irgendeine davon ein, obwohl ihr beispielsweise das Tanztheater Wuppertal Pina Bausch und die Paul Taylor Dance Company entsprechende Angebote machten. Sie selbst erklärte es damit, dass sie beim Tanz lieber ihren eigenen Intuitionen und Bewegungsimpulsen folgt und nicht in der Lage sei, der Anweisung eines Choreografen zu folgen, sich in eine bestimmte Richtung zu bewegen. Zudem folge sie in ihren Bewegungen nicht unbedingt dem Rhythmus der Musik, sondern beispielsweise der Betonung und Phrasierung der Sprache, die einem Stück zugrunde liege. In den ersten Jahren ihrer Karriere machte sich ihre Herkunft aus einer Sportlerfamilie insofern bemerkbar, als Athletik eine starke Rolle in ihren Tänzen spielte.
Tanz nutzte sie nicht nur als Bühnenkunst, sondern auch zu therapeutischen Zwecken. In dem vierjährigen Projekt Dancing at the Crossroads (DTC) arbeitete sie von 2009 bis 2013 mit Michelle LeBaron und Carrie MacLeod zusammen, beide Spezialistinnen für Konfliktmanagement. Ihr Anteil bestand darin, herauszufinden, wie Individuen durch die Erfahrung von Körperlichkeit aus der Blockade durch innere Konflikte herausgelöst werden können. 2010 leiteten sie im Rahmen dieses Projekts zu Dritt einen fünftägigen Workshop zur Konvergenz von Bewegung und Konfliktlösung in Saas-Fee.
Als Lehrerin arbeitet sie daran, ihre Errungenschaften an die nachfolgende Generation von Tänzerinnen weiterzugeben. Zu diesem Zweck gründete sie 2014 ihr Projet Héritage.

## Rezeption
Als Margie Gillis 33 Jahre alt war, schrieb der Toronto Star über sie:

“The image of solo dancer Margie Gillis … is unforgettable. Waist-length hair
cascading about her like a waterfall, athletic compact body and exquisite face capable of expressing both the apex of joy and the nadir of despair, gut-wrenching choreography that always touches the soul—these are the Gillis trademarks and the tools of her craft.”

„Das Bild der Solotänzerin Margie Gillis ... ist unvergesslich. Hüftlanges Haar,
das sich wie ein Wasserfall über sie ergießt, ein athletischer, kompakter Körper und ein erlesenes Gesicht, das sowohl den Höhepunkt der Freude als auch den Tiefpunkt der Verzweiflung ausdrücken kann, eine atemberaubende Choreographie, die immer die Seele berührt – das sind Gillis' Markenzeichen und Werkzeuge ihrer Kunst.“

2011 kam es nach einem Interview mit ihr bei Sun TV zu mehr als 4.000 Zuschauerbeschwerden wegen des Diskussionsstils der Moderatorin Krista Erickson. Diese hatte Margie Gillis in scharfer Form gefragt, warum sie der Meinung sei, öffentliche Förderung zu verdienen, und war ihr bei ihren Antworten mehrfach ins Wort gefallen. Der kanadische Rundfunkrat urteilte später, dass das Interview keine Normen verletzt habe. Die Moderatorin sei frei gewesen, das Interview in aggressiver Form zu führen, und sie habe der Interviewten genügend Zeit gegeben, ihre Position darzulegen.

## Auszeichnungen
- 1987 Mitglied des Order of Canada[2]
- 1998 Gemini Award für die beste Bühnenkünstlerin im Kinofilm[42]
- 2001 Stipendium des Conseil des arts et des lettres du Québec[15]
- 2008 MAD Spirit Award der Stella Adler Studios New York[1]
- 2008 Walter-Carsen-Preis[21]
- 2011 Preis des kanadischen Generalgouverneurs für ihr Lebenswerk[47]
- 2013 Officer des Order of Canada[2]

## Publikationen
- Margie Gillis: Reflections on dance and the body's contribution to living fairness. In: Janis Pearl Sarra (Hrsg.): An exploration of fairness : interdisciplinary inquiries in law, science and the humanities. Carswell, Toronto 2013, ISBN 978-0-7798-5363-2.
- Margie Gillis: Conflict Transformation: Stepping into New Practices. In: Andrew Floyer Acland; Carrie L MacLeod (Hrsg.): The Choreography of Resolution: Conflict, Movement, and Neuroscience. American Bar Association, 2014, ISBN 978-1-62722-138-2.
- Margie Gillis: Exercise: Universal vs. Focused Vision. In: Simon J. A. Mason (Hrsg.): Gender in Mediation: An Exercise Handbook for Trainers. Center for Security Studies ETH Zurich, Zürich 2015, ISBN 978-3-905696-52-3, S. 57–58 (un.org [PDF; abgerufen am 21. August 2022]).
- Margie Gillis: Exercise: Stone in Water. In: Simon J. A. Mason (Hrsg.): Gender in Mediation: An Exercise Handbook for Trainers. Center for Security Studies ETH Zurich, Zürich 2015, ISBN 978-3-905696-52-3, S. 64–65 (un.org [PDF; abgerufen am 21. August 2022]).